# レナ・ハデス

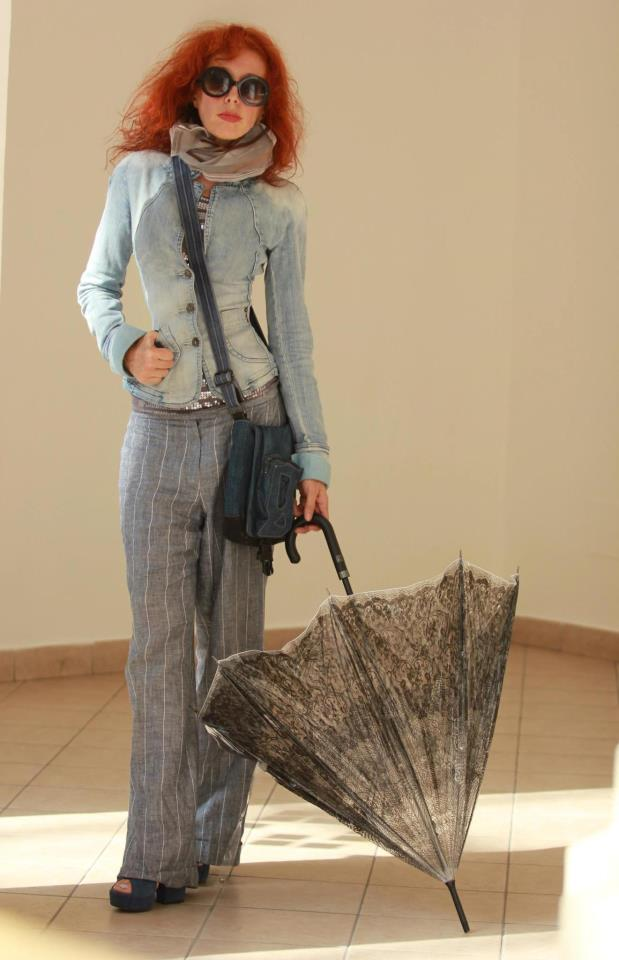
レナ・ハデス, 2013.

レナ・ハデス（Lena Hades、ロシア語（本名）：リェーナ・ヘイジス（Lena Chejdiz、Лена Хейдиз）、1959年10月2日 - ）は、ロシアの画家、作家、芸術理論家である。ユダヤ系。
ハデスは、フリードリッヒ・ニーチェの著作である『ツァラトゥストラはかく語りき (Also Sprach Zarathustra) 』を主題として、油彩、水彩等で、40を越える作品を制作している。
ロシア語とドイツ語の二カ国語で記されたニーチェに関する著作が、20作から成るハデスの絵画群を掲載して、ロシア科学アカデミー哲学協会によって、2004年に出版されている。
画家の作品はまた、国立トレチャコフ美術館、モスクワ近代美術館、現代美術ナショナル・センター、国立プーシキン美術館等に所蔵されている。『ツァラトゥストラはかく語りき』は、第一回現代美術モスクワ・ビエンナーレで展示された。

## 作品ギャラリー

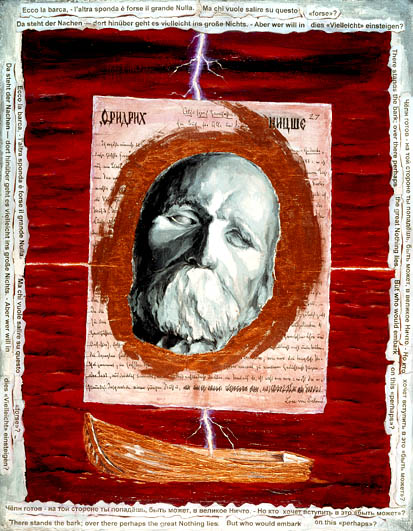
フリードリヒ・ニーチェの肖像
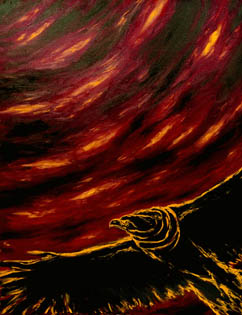
鷲と蛇～連作『ツァラトゥストラはこう語った』
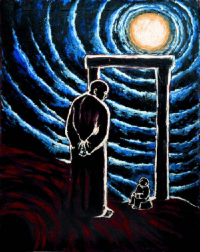
ツァラトゥストラと小人～連作『ツァラトゥストラはこう語った
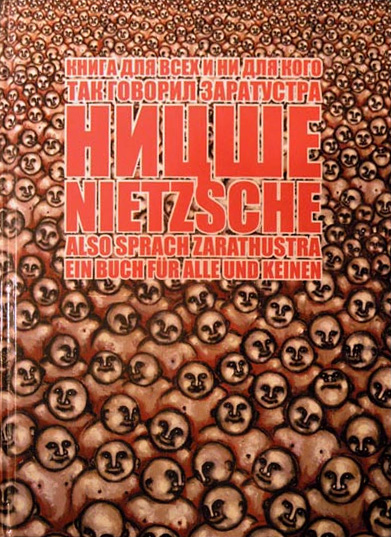
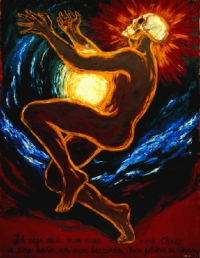
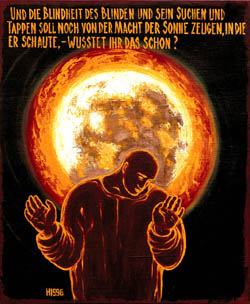